# 多治見陶器祭り

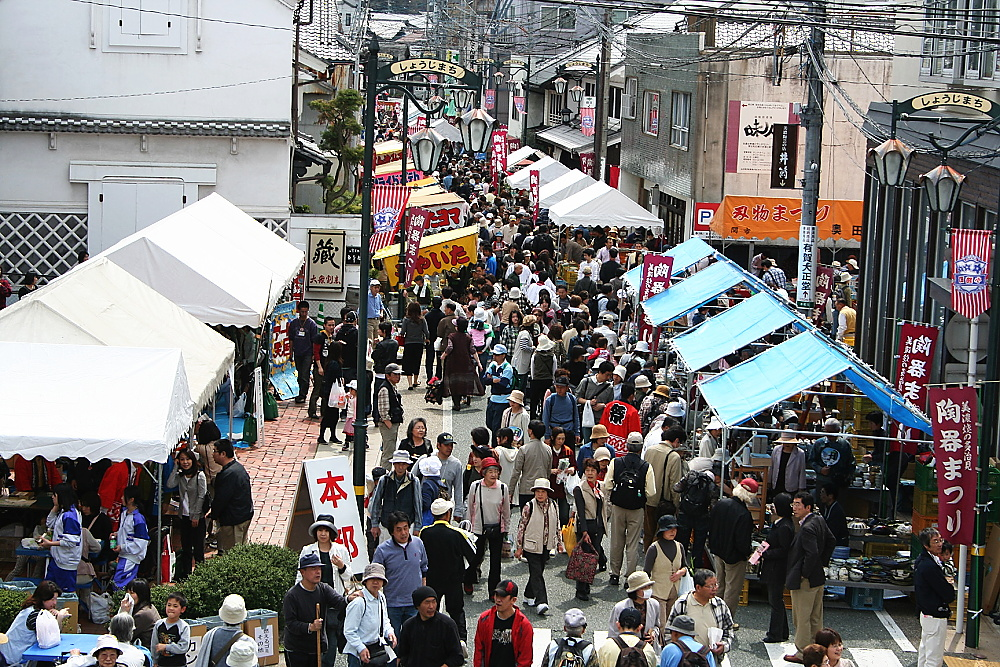
多治見陶器まつり

多治見陶器祭り（たじみとうきまつり）は、岐阜県多治見市本町5 - 6丁目・小路町（多治見橋南本町オリベストリート周辺）で行われる美濃焼を販売する毎年恒例のイベント。4月の第2週の土日に行われ、年間の来場者は約20万人。
多治見陶器祭りでは志野焼や織部焼などの美濃焼が売られている。
陶器祭りでは多治見中の陶工たちが店を並べ、皿はもちろん、急須や置物、業務用、子供用の食器まで販売される。

## 内容

### 美濃焼の歴史
岐阜県東濃にある多治見市・土岐市・瑞浪市・可児市・笠原町の4市1町は昔から美濃焼を地場産業としてきた。中でも多治見市は美濃焼きの集散地として発展して、東濃地方の陶磁器産業の中心地となっている。
美濃は土岐源氏発祥の土地として鎌倉時代から室町時代にかけて中央とも深い関係をもったとされる。
美濃には良質の粘土が多く平安時代より焼き物が盛んであった。
桃山時代の陶工集団や京から来た陶工や茶匠などとの交流により美濃焼きを発展させた。
江戸時代になると民衆向けの雑器をつくるようになり、幕末に磁器の製法が伝わってからは磁器の生産が拡大された。明治時代に入り陶磁器産業の近代化とともに飛躍発展した。

## 会場へのアクセス
会場
多治見橋南 本町オリベストリート周辺で開催〔多治見市本町5 - 6丁目・小路町〕
無料シャトルバス
会場へは、多治見駅前から会場（多治見市役所西）、特設駐車場（神明峠特設駐車場）から会場まで無料のシャトルバスが運行されている。
徒歩
JR多治見駅から、多治見ながせ商店街経由で徒歩10分